# アスピレーター

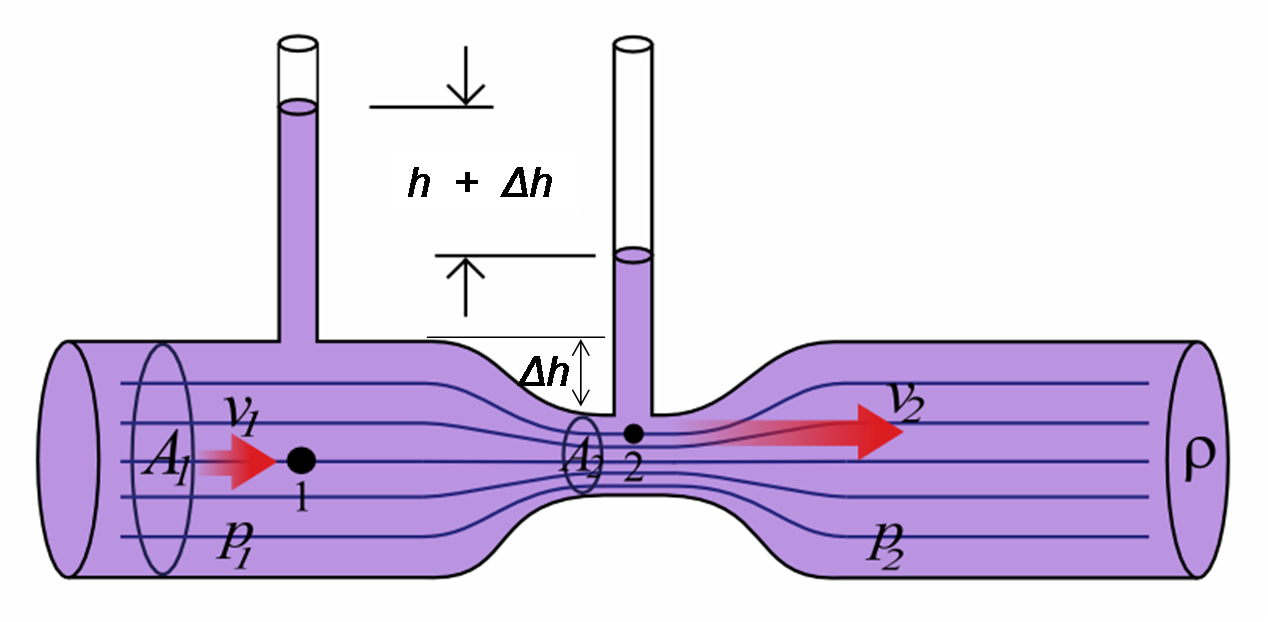
アスピレーターの原理。左から右に水を流すと、流路内の細くなった部分は周囲よりも圧力が低くなるため、減圧を作り出すことができる

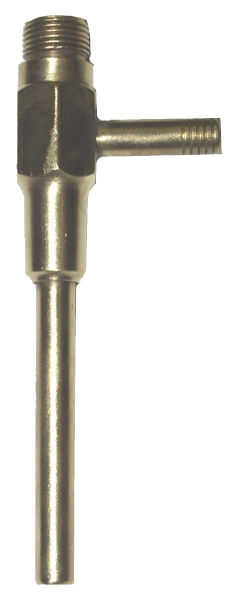
金属製のアスピレーター

アスピレーター（英語：aspirator）、流体を利用してベンチュリ効果によって減圧状態を作り出すための器具。
流体として水を利用し、化学や生物学の実験などで手軽に減圧状態を得るために使われるものを指すことが多い。同様の原理で流体に水蒸気や空気を利用するものは一般にエジェクターまたはエゼクター （ejector）と呼ばれ、主に工業用途に使われる。

## 仕組み
アスピレーターはT字管になっており、T字の水平線にあたる管の一方を水道の蛇口へ、もう一方を排水口へ接続する。T字の垂直線にあたる管が吸い込み口となる。水平線にあたる管の内部は一部細くなっており、ここから分岐して垂直線にあたる管が付く。垂直方向へは水が流れ込まないようになっている。
水平方向に水を流すと、管内の細くなった部分で流速が増すため、ベンチュリ効果によって圧力が低下する。この減圧になった水流に周囲の空気が流れ込み、結果として吸い込み口が減圧となる。
材質は金属・ガラス・プラスチックなど様々なものがある。

## 利用
水道を使用するアスピレーターは電源が不要で、可動部分がないため故障が少なく、かつ安価である。そのため、化学や生物学の実験室で手軽に減圧を作成する器具として広く用いられている。
アスピレーターで得られる真空度は水の蒸気圧に依存するため、水温によって異なる。例えば水温 25℃ であれば、24mmHg までしか到達できない。より高い真空度が必要な場合はダイアフラムポンプまたはロータリーポンプを使用する。
アスピレーターでは吸引された気体は水流とともに排出されてしまうため、沸点の低い有機溶媒の吸引濾過に使用すると有機溶媒蒸気ごと排水されてしまい、環境汚染につながる。排水汚染の防止にはコールドトラップを取り付けるか、水を循環して利用する装置を使用する必要がある。